# Reciclaje de pilas y baterías
El reciclaje de pilas y baterías es una actividad cuyo objetivo es reducir el número de pilas y baterías que son descartadas como residuo sólido urbano. Las baterías y pilas contienen diversos metales pesados y químicos tóxicos; cuyo descarte ha sido por motivo de preocupación a causa de los riesgos de contaminación del suelo y del agua, que las mismas representan.
Ocurre que una vez agotadas, si las tiramos a la basura llegan a los vertederos y estos metales, altamente tóxicos, se liberan al ciclo del agua a través de la lluvia o del gas producido al quemar basura. El no reciclaje final de este tipo de productos produce un alto impacto al medio ambiente producido por los lixiviados, debido a que las pilas son arrojadas con el resto de la basura domiciliaria, siendo vertidas en basureros ya sean a cielo abierto o a rellenos sanitarios.

## Tipos de baterías y pilas

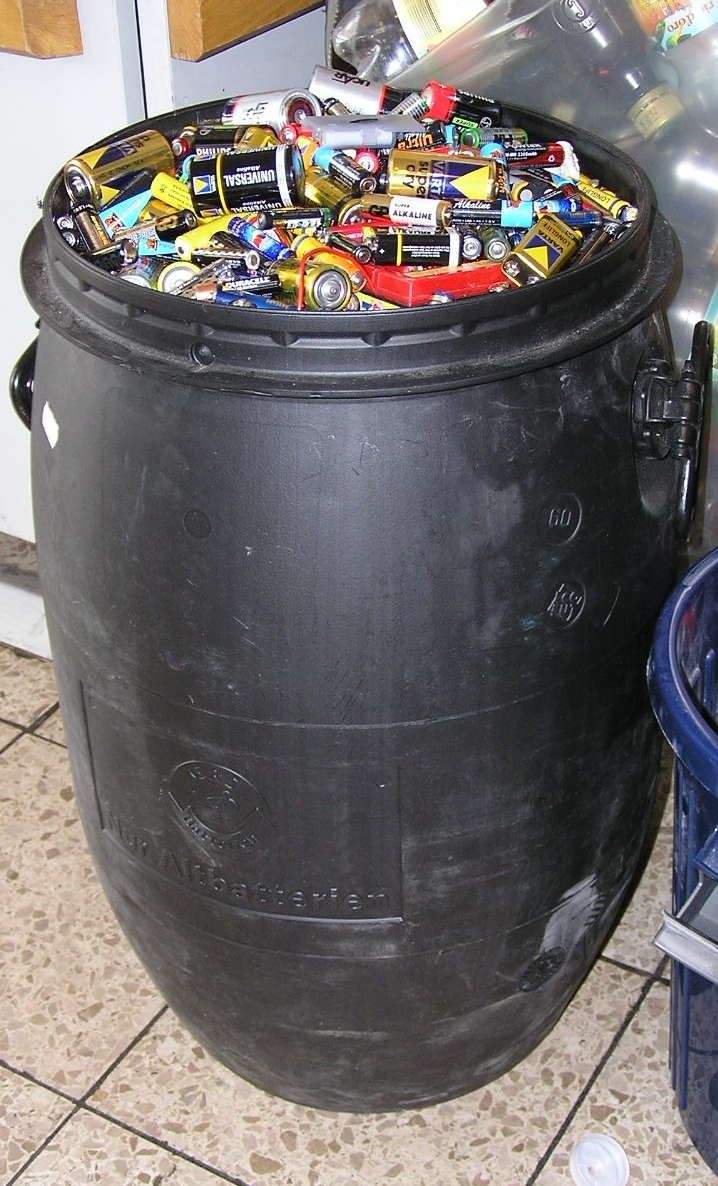
Barril con baterías para el reciclaje.

La mayoría de tipos de las baterías y pilas se pueden reciclar. De todas formas, algunas de ellas se reciclan más fácilmente que otras, tales como las baterías de plomo y ácido, de las cuales se recicla casi el 90%; y las pilas de botón, por su valor y la toxicidad de sus componentes. Otros tipos, como las alcalinas y las recargables, también pueden ser recicladas.

### Baterías de plomo y ácido
Estas baterías incluyen las: baterías de automóvil, de carritos de golf, sistemas de alimentación ininterrumpida, baterías de maquinaria industrial, baterías de motocicletas, y otras baterías comerciales. Pueden ser normales de plomo ácido, selladas de plomo ácido, de tipo gel, o de matriz absorbente. Estas se reciclan trozándolas, neutralizando su ácido, y separando los polímeros del plomo. Los materiales recuperados se usan para diversos fines, incluyendo la fabricación de baterías y pilas nuevas.

### Pilas deóxido de plata
Las baterías de óxido de plata, se usan con frecuencia en relojes, juguetes y diversos aparatos de uso médico, las mismas  contienen una pequeña cantidad de mercurio. En la mayoría de las jurisdicciones existen legislaciones que regulan la forma de manejo y desecho de las pilas de óxido de plata para reducir en la medida de lo posible la liberación de mercurio al medio ambiente. [cita requerida] Las pilas de óxido de plata se pueden reciclar para recuperar el contenido de mercurio.

### Composición de diversos tipos de pilas y baterías
Nombres en itálica identifican pilas de tipo botón o pastilla.

Nombres en negrita identifican tipos secundarios.

Los números son porcentuales; a causa de redondeo los mismos pueden no sumar exactamente 100.
| Tipo           | Fe   | Mn   | Ni  | Zn   | Hg  | Li | Ag | Cd | Co | Al | Pb  | Otras | KOH | Papel | Plástico | Álcali | C   | Ácidos | Agua | Otros |
| -------------- | ---- | ---- | --- | ---- | --- | -- | -- | -- | -- | -- | --- | ----- | --- | ----- | -------- | ------ | --- | ------ | ---- | ----- |
| Alcalina       | 24.8 | 22.3 | 0.5 | 14.9 |     |    |    |    |    |    |     | 1.3   |     | 1     | 2.2      | 5.4    | 3.7 |        | 10.1 | 14    |
| Zinc-carbono   | 16.8 | 15   |     | 19.4 |     |    |    |    |    |    | 0.1 | 0.8   |     | 0.7   | 4        | 6      | 9.2 |        | 12.3 | 15.2  |
| Litio          | 50   | 19   | 1   |      |     | 2  |    |    |    |    |     |       |     |       | 7        |        | 2   |        |      | 19    |
| Mercurio-óxido | 37   | 1    | 1   | 14   | 31  |    |    |    |    |    |     |       | 2   |       | 3        |        | 1   |        | 3    | 7     |
| Zinc-aire      | 42   |      |     | 35   | 1   |    |    |    |    |    |     |       |     |       | 4        | 4      | 1   |        | 10   | 3     |
| Litio          | 60   | 18   | 1   |      |     | 3  |    |    |    |    |     |       |     |       | 3        |        | 2   |        |      | 13    |
| Alcalina       | 37   | 23   | 1   | 11   | 0.6 |    |    |    |    |    |     |       |     |       | 6        | 2      | 2   |        | 6    | 14    |
| Óxido de plata | 42   | 2    | 2   | 9    | 0.4 |    | 31 |    |    |    |     | 4     |     |       | 2        | 1      | 0.5 |        | 2    | 4     |
| Níquel-cadmio  | 35   |      | 22  |      |     |    |    | 15 |    |    |     |       |     |       | 10       | 2      |     |        | 5    | 11    |
| NiMH           | 20   | 1    | 35  | 1    |     |    |    |    | 4  |    |     | 10    |     |       | 9        | 4      |     |        | 8    | 8     |
| Ion de litio   | 22   |      |     |      |     | 3  |    |    | 18 | 5  |     | 11    |     |       |          |        | 13  |        |      | 28    |
| Plomo-ácido    |      |      |     |      |     |    |    |    |    |    | 65  | 4     |     |       | 10       |        |     | 16     |      | 5     |

### Tiempo de biodegradación de pilas
El tiempo de biodegradación de las pilas es de más de 1 000 años. Las pilas contienen elementos altamente contaminantes y que no se degradan  fácilmente. Se destaca su contenido de mercurio, zinc, cromo, arsénico, plomo o cadmio. A los 50 años de desechada comienza su degradación, pero seguirán siendo nocivos durante más de mil años.
En términos generales, las pilas, al ser desechadas se oxidan con el paso del tiempo por la descomposición de sus elementos y de la materia orgánica que las circunda, lo que provoca daños a la carcasa o envoltura y, por consiguiente, la liberación al ambiente de sus componentes tóxicos a los suelos cercanos y a los cuerpos de agua superficiales o subterráneos. Otras causas de considerable importancia que contribuyen a la liberación de esos componentes son los incendios de los basureros o la quema intencional de basura, lo cual resulta en una liberación  significativa de esos contaminantes al aire.

## Reciclaje de pilas y baterías por localización

### Europa

#### Reino Unido

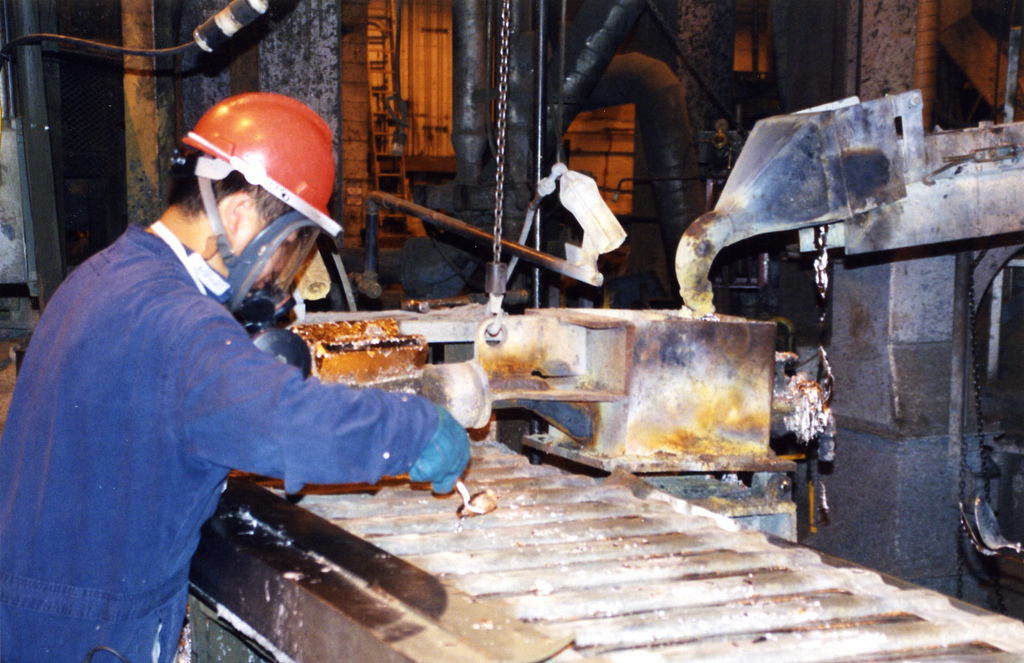
Reciclaje del plomo procedente de baterías.

Las pilas y baterías de uso doméstico pueden ser recicladas en el Reino Unido en emplazamientos de reciclaje instalados por el consejo local, al igual que en centros comerciales (e.g. Dixons, Currys, The Link and PC World).
Una directiva comunitaria sobre las pilas que entró en vigor en 2009 obliga a que los fabricantes paguen por la recogida, tratamiento y reciclaje de sus productos.
Desde el 1 de febrero del 2010, las pilas se pueden reciclar en cualquier sitio en el que aparezca un cartel que lo indique.
Las tiendas que actúan por internet que vendan más de 32 kilogramos de pilas y baterías al año deben ofrecer instalaciones para su reciclado. Esto viene a ser el equivalente a un paquete de 4 pilas de tipo AA al día. Las tiendas que vendan esta cantidad deben ofrecer por ley instalaciones de reciclado desde dicha fecha.
En Gales, Inglaterra y Escocia un pequeño número de tiendas Argos, Homebase, B&Q, y Tesco están recogiendo pilas en sus locales.
Un programa británico permite que las pilas de uso doméstico que hayan sido adecuadamente embolsadas en una bolsa de plástico y después insertadas en un sobre acolchado o una caja resistente sean enviadas gratuitamente por correo a las instalaciones de reciclaje.[cita requerida] Existe una lista de direcciones de correo gratuitas para Tesco, EveryReady, Energiser, Duracell, Sainsburys y otros fabricantes y supermercados de importancia. También está disponible una guía británica para el reciclaje de pilas y baterías.

### Latinoamérica

#### México
En 2006 la empresa mexicana Sistemas de Tratamiento Ambiental (SITRASA) S.A. de C.V. obtiene la autorización de la Secretaría de Medio Ambiente y Recursos Naturales (SEMARNAT) y la tecnología para tratamiento de pilas alcalinas por hidrometalurgia. Al año siguiente se suma como miembro de la Asociación Europea de Reciclaje de Pilas (EBRA) siendo la primera y única empresa en Latinoamérica capaz de recuperar materia prima del procesamiento de pilas alcalinas.
La recuperación se lleva a cabo destruyendo la pila, convirtiéndola en polvo. El 100% de las pilas que entran al proceso de tratamiento se recuperan en materia prima diversa, como: metales ferrosos (25%), zinc/manganeso (25%) y carbón (50%). El proceso entero genera una mínima cantidad de CO2, indirectamente por el uso de electricidad por la infraestructura.